# Lumen fidei
Lumen fidei è la prima enciclica di papa Francesco, pubblicata il 29 giugno 2013, nell'anno della fede. Il testo della lettera enciclica è stato iniziato da papa Benedetto XVI durante il suo pontificato, poi consegnato al suo successore Francesco che ne ha esteso e firmato il lavoro.
In essa viene affrontato il tema della fede, in continuità con le due precedenti encicliche di papa Benedetto XVI, Deus caritas est e Spe salvi, dedicate rispettivamente alla carità e alla speranza, chiudendo così la trilogia sulle virtù teologali.

## Contenuto
L'enciclica consta di sessanta paragrafi, suddivisi fra un'introduzione (sette paragrafi) e quattro capitoli.

### Introduzione
L'introduzione presenta il tema della fede vista come una luce che illumina e come una luce da "riscoprire".

### Capitolo I:Abbiamo creduto all'amore
Il primo capitolo presenta la dinamica della fede attraverso il racconto biblico della storia della salvezza: da Abramo al popolo di Israele, fino al compimento della fede in Gesù e alla riflessione su di lui operata dagli scritti del Nuovo Testamento.

### Capitolo II:Se non credete, non comprenderete
Il secondo capitolo mette a tema il rapporto tra fede e verità, amore e ragione: il pontefice sostiene non esserci contrapposizione tra fede e ragione, ma reciproco arricchimento.

### Capitolo III:Vi trasmetto quello che ho ricevuto
Il terzo capitolo presenta gli strumenti con cui suscitare e far crescere la fede: innanzitutto la comunità dei credenti, cioè la Chiesa; inoltre il battesimo e gli altri sacramenti; infine la preghiera del Padre nostro, il Credo e il decalogo.

### Capitolo IV:Dio prepara per loro una città
L'ultima parte dell'enciclica presenta la rilevanza della fede rispetto ad alcuni temi della vita sociale: il bene comune, la famiglia, la società, la sofferenza.

### Conclusione
L'enciclica termina con una riflessione e una preghiera rivolta a Maria, indicata come modello per ogni credente.